# تورنوس هردونیوس
تورنوس هردونیوس (به لاتین: Turnus Herdonius) از سران دولت‌شهر آریچا (در لاتیوم) بود که برضد لوکیوس تارکوئینیوس متکبر، آخرین پادشاه روم، سخن راند و متعاقباً کشته شد.

## سخنرانی برضد تارکوئینیوس
مطابق نوشته‌های تیتوس لیویوس در جلد نخست کتاب از پیدایش روم، وقتی لوکیوس تارکوئینیوس متکبر تازه به پادشاهی روم رسیده بود، دستور داد سران دولت‌شهرهای لاتین در بیشه‌ای موسوم‌به فرنتینا گرد بیایند تا با هم دربارهٔ موضوعات و نگرانی‌های مشترک بحث کنند، و تاریخی نیز برای این نشست تعیین کرد. سحرگاهِ روز موعود که فرا رسید، سران دولت‌شهرهای لاتین آمدند اما خودِ تارکوئینیوس تا غروب سر نرسید. یکی از سران دولت‌شهر آریکیا به‌نام تورنوس هردونیوس به‌تندی بر تاکوئینیوسِ غایب تاخت و از دیگر سران خواست که نشست را ترک کنند و بیهوده منتظرش نمانند، چراکه او با این کارش به آنان توهین کرده‌است و شگفت نیست که در روم او را «متکبر» نامیده‌اند. وقتی او مشغول بدگویی از تارکوئینیوس بود، بالاخره تارکوئینیوس سر رسید. او در توجیه تأخیرش به‌دروغ گفت که در طول راهش یک پدر و پسر ــ که با هم اختلاف داشتند ــ از او خواسته بودند میانشان داور شود، و او نیز پذیرفت و به استماع دعوای آنان و قضاوتشان پرداخت و، برای همین، با تأخیر به این نشست رسید. اما تورنوس بدین توجیه قانع نشد و گفت که هیچ دعوای حقوقی کوتاه‌تر و مختصرتر از دعوای میان پدر و پسر نیست، چراکه با این فرمول ساده می‌توان به این دعواها خاتمه داد: «اگر پسر پدرش را اطاعت نکرده باشد، مقصر است.» تارکوئینیوس خشمگین شد و زمینهٔ از بین بردن آن مخالف سیاسی را مهیا کرد. بدین صورت که پنهانی غلامِ تورنوس را خرید و مأمورش کرد مقادیر انبوهی شمشیر در اقامتگاه تورنوس تعبیه کند. پس چون غلام این کار را انجام داد، تارکوئینیوس در صبحدمِ روز بعد بزرگان لاتین را فراخواند و ــ گویی که از اتفاقی بد شوریده باشد ــ به ایشان گفت: «تأخیر دیروزم نوعی مشیت خیرخواهانهٔ خدایان بوده‌است، چراکه اطلاعاتی به‌دستم رسیده که نشان می‌دهد تورنوس دیروز قصد داشته با گروهی از مردان مسلح بر نشست بتازد و نه‌تنها من، که شماها را نیز قتل‌عام کند و خودش بر دولت‌شهرهای لاتین مسلط شود؛ لیکن چون من دیر رسیدم، نقشه‌اش عقیم ماند و برای همین بود که مرا فحاشی کرد. اگر باور ندارید، با هم به اقامتگاهش برویم.» پس او و سران دولت‌شهرهای لاتین جملگی به‌سوی اقامتگاه تورنوس راه افتادند. چون بدانجا رسیدند، تورنوس را از خواب برخیزاندند و بعد که شروع به تفتیش آنجا کردند، شمشیرهایی مخفی از گوشه‌گوشهٔ آنجا کشف و ضبط شد. پس سران لاتین دروغ‌های تارکوئینیوس را باور کردند و تورنوس را درجا و بدون برگزاری دادگاه و بی‌آنکه فرصت دفاعش دهند، با نوع جدیدی از اعدام کشتند: دست‌وپایش را بستند و باری بر وی انداختند و به چشمه‌ای پرت کردند و غرقش ساختند.